# Ladies Open Lausanne 2019 - Doppio
Alexa Guarachi e Desirae Krawczyk erano le detentrici del titolo, ma Krawczyk ha deciso di non prendere parte a questa edizione del torneo. Guarachi ha fatto coppia con Erin Routliffe, perdendo al primo turno contro Cornelia Lister e Renata Voráčová.
In finale Anastasija Potapova e Jana Sizikova hanno sconfitto in finale Monique Adamczak e Han Xinyun con il punteggio di 6-2, 6-4.

## Teste di serie
1. Monique Adamczak /  Han Xinyun (finale)
2. Timea Bacsinszky /  Mihaela Buzărnescu (primo turno)

1. Mona Barthel /  Xenia Knoll (quarti di finale)
2. Oksana Kalashnikova /  Ena Shibahara (semifinale)

## Wildcard
1. Ylena In-Albon /  Conny Perrin (quarti di finale)

1. Tess Sugnaux /  Simona Waltert (primo turno)

## Tabellone

### Legenda
| - Q = Qualificato - WC = Wild card - LL = Lucky loser | - ALT = Alternate - SE = Special Exempt - PR = Protected Ranking | - w/o = Walkover - r = Ritirato - d = Squalificato |

|  | Primo turno              | Primo turno                | Primo turno               | Primo turno              | Primo turno |  |  | Quarti di finale | Quarti di finale           | Quarti di finale           | Quarti di finale      | Quarti di finale      |   |     | Semifinali | Semifinali                 | Semifinali                 | Semifinali            | Semifinali            |   |   | Finale | Finale | Finale | Finale | Finale |  |
|  |                          |                            |                           |                          |             |  |  |                  |                            |                            |                       |                       |   |     |            |                            |                            |                       |                       |   |   |        |        |        |        |        |  |
|  | 1                        | M Adamczak X Han           | M Adamczak X Han          | 6                        | 6           |  |  |                  |                            |                            |                       |                       |   |     |            |                            |                            |                       |                       |   |   |        |        |        |        |        |  |
|  |                          | B Gumulya J Rompies        | B Gumulya J Rompies       | 4                        | 0           |  |  | 1                | M Adamczak X Han           | M Adamczak X Han           | 6                     | 7                     |   |     |            |                            |                            |                       |                       |   |   |        |        |        |        |        |  |
|  | D Gavrilova P Parmentier | D Gavrilova P Parmentier   | D Gavrilova P Parmentier  | D Gavrilova P Parmentier |             |  |  |                  | A Bai N Geuer              | A Bai N Geuer              | 4                     | 5                     |   |     |            |                            |                            |                       |                       |   |   |        |        |        |        |        |  |
|  | A Bai N Geuer            | A Bai N Geuer              | A Bai N Geuer             | A Bai N Geuer            | w/o         |  |  |                  |                            |                            |                       |                       |   |     | 1          | M Adamczak X Han           | 7                          | 4                     | [10]                  |   |   |        |        |        |        |        |  |
|  | 3                        | M Barthel X Knoll          | M Barthel X Knoll         | 6                        | 6           |  |  |                  |                            |                            | C Lister R Voráčová   | 5                     | 6 | [7] |            |                            |                            |                       |                       |   |   |        |        |        |        |        |  |
|  | WC                       | T Sugnaux S Waltert        | T Sugnaux S Waltert       | 4                        | 4           |  |  | 3                | M Barthel X Knoll          | M Barthel X Knoll          | 4                     | 4                     |   |     |            |                            |                            |                       |                       |   |   |        |        |        |        |        |  |
|  | C Lister R Voráčová      | C Lister R Voráčová        | C Lister R Voráčová       | 7                        | 6           |  |  |                  | C Lister R Voráčová        | C Lister R Voráčová        | 6                     | 6                     |   |     |            |                            |                            |                       |                       |   |   |        |        |        |        |        |  |
|  | A Guarachi E Routliffe   | A Guarachi E Routliffe     | A Guarachi E Routliffe    | 65                       | 4           |  |  |                  |                            |                            |                       |                       |   |     | 1          | M Adamczak X Han           | M Adamczak X Han           | 2                     | 4                     |   |   |        |        |        |        |        |  |
|  | E Lechemia E Wacanno     | E Lechemia E Wacanno       | 5                         | 7                        | [11]        |  |  |                  |                            |                            |                       |                       |   |     |            |                            |                            | A Potapova Y Sizikova | A Potapova Y Sizikova | 6 | 6 |        |        |        |        |        |  |
|  | B Pera J Teichmann       | B Pera J Teichmann         | 7                         | 5                        | [9]         |  |  |                  | E Lechemia E Wacanno       | E Lechemia E Wacanno       | 3                     | 3                     |   |     |            |                            |                            |                       |                       |   |   |        |        |        |        |        |  |
|  |                          | A Raina R van der Hoek     | 6                         | 4                        | [6]         |  |  | 4                | O Kalashnikova E Shibahara | O Kalashnikova E Shibahara | 6                     | 6                     |   |     |            |                            |                            |                       |                       |   |   |        |        |        |        |        |  |
|  | 4                        | O Kalashnikova E Shibahara | 3                         | 6                        | [10]        |  |  |                  |                            |                            |                       |                       |   |     | 4          | O Kalashnikova E Shibahara | O Kalashnikova E Shibahara | 68                    | 3                     |   |   |        |        |        |        |        |  |
|  | N Dzalamidze P Kania     | N Dzalamidze P Kania       | N Dzalamidze P Kania      | 3                        | 2           |  |  |                  |                            |                            | A Potapova Y Sizikova | A Potapova Y Sizikova | 7 | 6   |            |                            |                            |                       |                       |   |   |        |        |        |        |        |  |
|  | A Potapova Y Sizikova    | A Potapova Y Sizikova      | A Potapova Y Sizikova     | 6                        | 6           |  |  |                  | A Potapova Y Sizikova      | 1                          | 7                     | [10]                  |   |     |            |                            |                            |                       |                       |   |   |        |        |        |        |        |  |
|  | WC                       | Y In-Albon C Perrin        | Y In-Albon C Perrin       | 7                        | 6           |  |  | WC               | Y In-Albon C Perrin        | 6                          | 5                     | [7]                   |   |     |            |                            |                            |                       |                       |   |   |        |        |        |        |        |  |
|  | 2                        | T Bacsinszky M Buzărnescu  | T Bacsinszky M Buzărnescu | 65                       | 2           |  |  |                  |                            |                            |                       |                       |   |     |            |                            |                            |                       |                       |   |   |        |        |        |        |        |  |